# Deng Youmei
Deng Youmei (chinesisch 邓友梅, Pinyin Dèng Yǒuméi; * 1. März 1931 in Tianjin in der Provinz Hebei) ist ein chinesischer Schriftsteller.

## Leben
Die Familie Deng Youmeis war eine ländliche Arbeiterfamilie aus dem Kreis Pingyuan in der chinesischen Provinz Shandong. Bereits als Kind gehörte er als Kurier zur von der Kommunistischen Partei Chinas geführten 8. Armee. Deng Youmei musste Zwangsarbeit in Japan leisten. Es folgte ein kurzer Schulbesuch und Kulturarbeit in der chinesischen Volksbefreiungsarmee. Danach arbeitete er als Journalist und war Mitarbeiter des Künstlerverbandes. 1952 trat er der Kommunistischen Partei Chinas bei. Bis 1955 studierte er am Literaturinstitut des Schriftstellerverbandes.
Er gehörte zu den Autoren von Dorfgeschichten im Umfeld von Sun Li. Seine Erzählung Zai xianya shang aus dem Jahr 1956 sorgte für erhebliches Aufsehen und hatte 1957 eine Verurteilung als „rechtes Element“ zur Folge. Er wurde in einem Umerziehungslager inhaftiert. Ab 1962 war in der Stahlstadt Anshan auf kulturellem Gebiet tätig. Während der Kulturrevolution war er weiteren Verfolgungen ausgesetzt. 1976 kehrte er nach Peking zurück und arbeitete dort als freischaffender Schriftsteller. Deng Youmei gehört zu den Autoren der in den 1980er Jahren entstandenen Xungen-Literatur.

## Werke (Auswahl)
- Zai xianya shang, 1956
- Women de junzhang, 1978
- Zhuigan duiwu de nübing, 1979
- Na wu, 1982
- Gebitan, 1983